# Cheiridopsis campanulata
Cheiridopsis campanulata är en isörtsväxtart som beskrevs av G. Williamson. Cheiridopsis campanulata ingår i släktet Cheiridopsis och familjen isörtsväxter. Inga underarter finns listade i Catalogue of Life.